# Drymocallis geoides
Drymocallis geoides (syn. Potentilla geoides) — вид квіткових рослин роду перстач родини трояндових (Rosaceae).

## Ботанічний опис
Багаторічна рослина 5–20 см заввишки, без повзучих пагонів.
Листки непарноперисті, зубчасті.
Квітки блідо-жовті. Віночок малопомітний, ледь піднімається над чашечкою.

## Поширення в Україні
Зустрічається у Криму. Росте на сухих кам'янистих схилах, на скелях.